# 土方雄豊

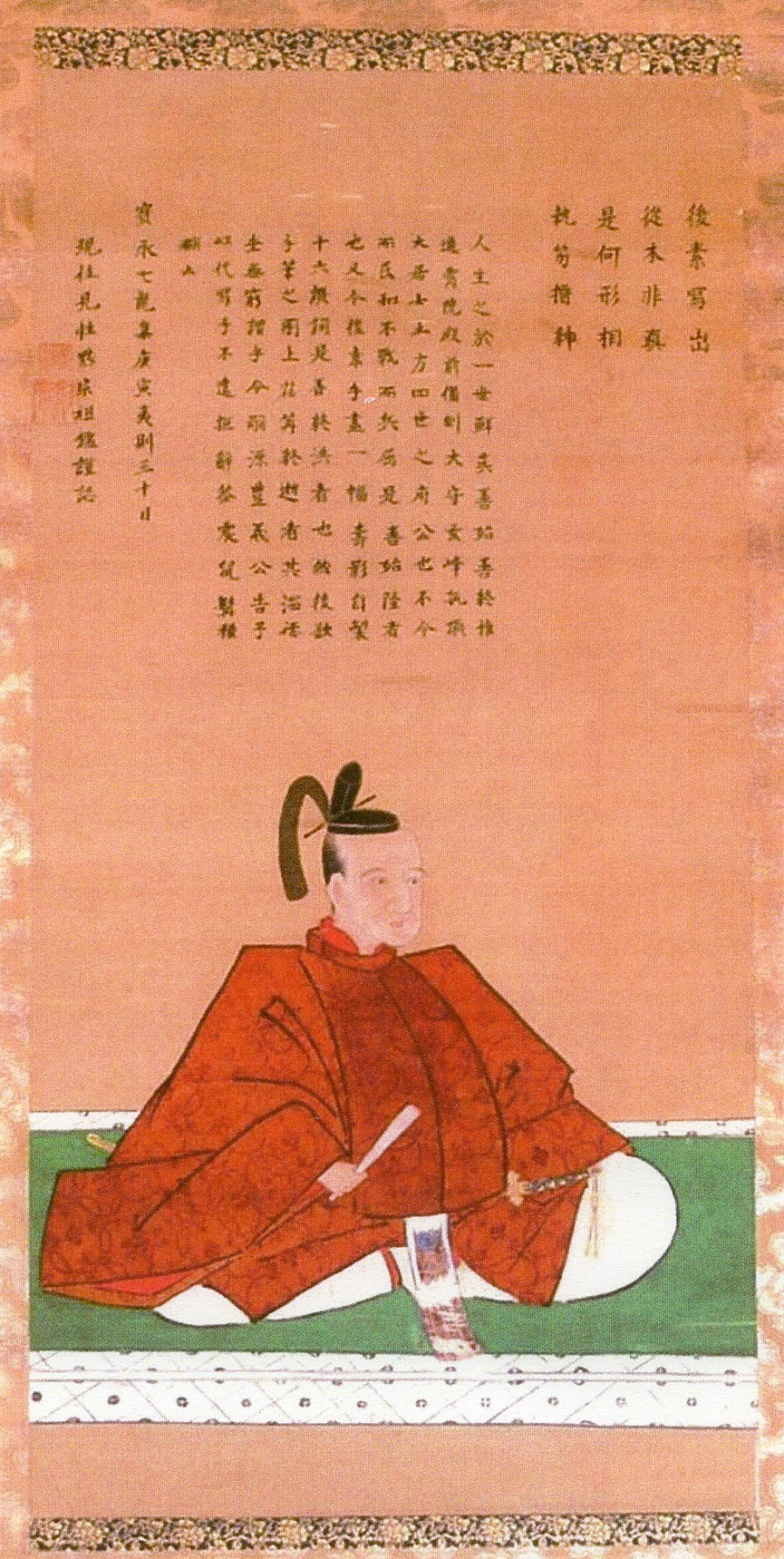
土方雄豊像(見性寺蔵)

土方 雄豊（ひじかた かつとよ、寛永15年11月19日（1638年12月24日） - 宝永2年7月1日（1705年8月19日））は、伊勢菰野藩の第3代藩主。
土方氏久（初代菰野藩主・土方雄氏の次男）の三男。母は松本藩主・水野忠清の娘。子は豊高（長男）、久長（次男）。通称は清十郎、主殿助、杢助。官位は従五位下・備中守、市正。
京都に生まれる。慶安3年（1650年）5月11日、伯父にあたる第2代藩主・雄高の娘と結婚してその養子に入った。慶安4年（1651年）9月に雄高が死去したため、翌承応元年（1652年）2月8日に15歳で家督を相続した。寛文元年（1661年）12月13日、将軍・徳川家綱に初御目見し、28日に従五位下・備中守に叙任された。寛文2年（1662年）4月に初めて菰野に入った。寛文3年（1663年）12月には江戸で火消し大名として活躍し、将軍・家綱からも表彰された。延宝7年（1679年）、官職を市正に改めた。延宝8年（1680年）に志摩鳥羽藩主・内藤忠勝が刃傷事件のために改易に処された際には、雄豊が鳥羽城受け取り役に命じられ、志摩国鳥羽へ赴いた。
天和3年（1683年）に院使饗応役を命じられているが、このとき播磨赤穂藩主・浅野長矩が相方の勅使饗応役を勤めていた。指南役は吉良義央であった。この時に浅野と土方は親しくなったようで、長矩の養子長広（長矩の実弟）は、雄豊の養女（長男・豊高の娘）と縁組することになる。

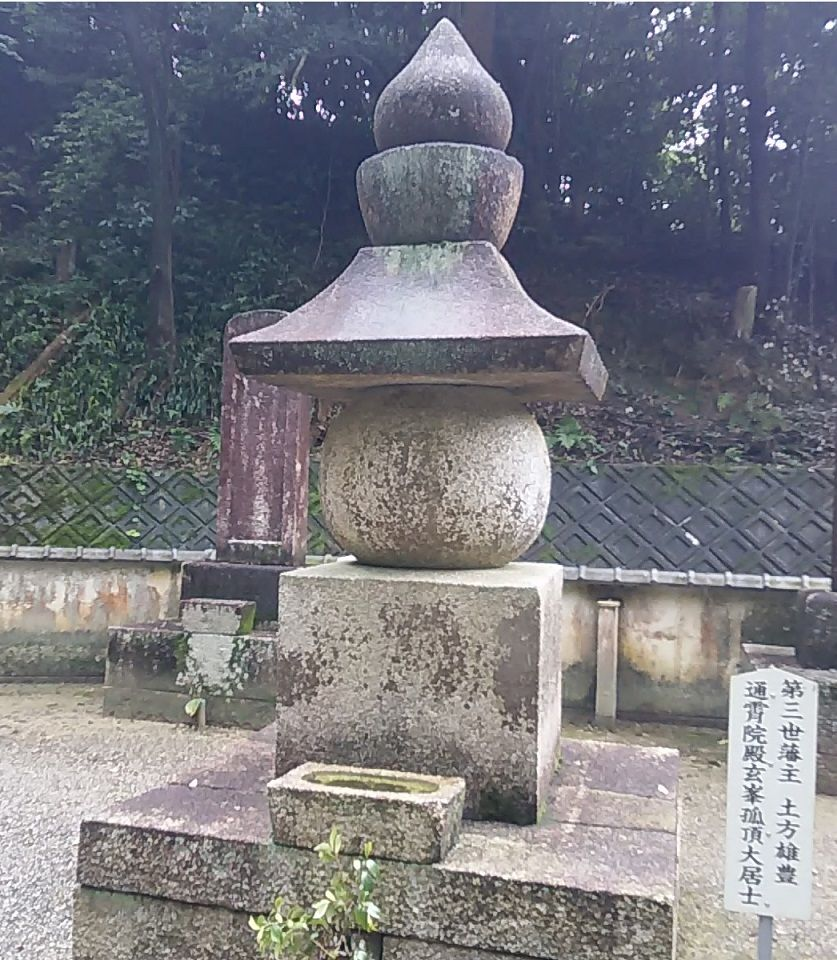
土方雄豊の墓(菰野町見性寺)

宝永2年（1705年）7月31日に死去した。享年68。菰野の見性寺に葬られた。法名は通霄院殿玄峯孤順大居士。家督は長男・豊高が父に先立って死去していたため、孫（豊高の長男）の豊義が継いだ。

## 系譜
父母
- 土方氏久（実父）
- 水野忠清の娘（実母）
- 土方雄高（養父）

正室
- 土方雄高の娘

子女
- 土方豊高（長男）生母は正室
- 土方久長（次男）